# Париж (футбольний клуб)
ФК «Париж» (фр. Paris Football Club) — французький футбольний клуб з однойменного міста, заснований у 1969 році. Виступає в Лізі 2. Домашні матчі приймає на стадіоні «Стад Шарлеті», місткістю 20 000 глядачів.